# BMW E65
Die Baureihe E65 ist die Bezeichnung für die vierte Generation der 7er-Reihe des Autoherstellers BMW, die von Herbst 2001 bis Spätsommer 2008 gebaut wurde. Sie löste die Baureihe E38 ab.
Mit dem E65 wurde das Bedienkonzept iDrive erstmals eingeführt. Das Fahrzeug wird der Oberklasse zugeordnet. Die Langversion trägt die Bezeichnung E66, die Sonderschutzausführung die Bezeichnung E67, während die Variante mit Wasserstoffantrieb als E68 bezeichnet wird (siehe auch BMW Hydrogen 7). Die Grundpreise reichten in Deutschland von 58.500 € (730d, 2003) bis 127.500 € (760Li, 2008).
Im Oktober 2008 wurde das Nachfolgemodell F01 vorgestellt.

## Modellgeschichte

### Allgemeines
Im Spätsommer 2001 auf der IAA wurde die neue 7er-Reihe (E65) formal vorgestellt. Mit den Ottomotormodellen 735i und 745i erfolgte der Verkaufsstart im November 2001.
Am 27. Juli 2001 um 09:06 Uhr fand im BMW Group Werk Dingolfing der Generationenwechsel von E38 auf E65 statt.
Im April 2002 erschienen die Langversionen 735Li und 745Li, diese Modelle mit einem um 140 Millimeter verlängerten Radstand tragen eine eigene Baureihenbezeichnung (E66). Wenige Monate später wurde die Palette durch die Dieselantriebsvarianten 730d und 740d ergänzt.
Mit dem Erscheinen des E65 wurde die Reihenfolge der Buchstaben für die Langversionen von 7xxiL wieder in 7xxLi geändert, wie es bei der E3-Baureihe eingeführt worden war.

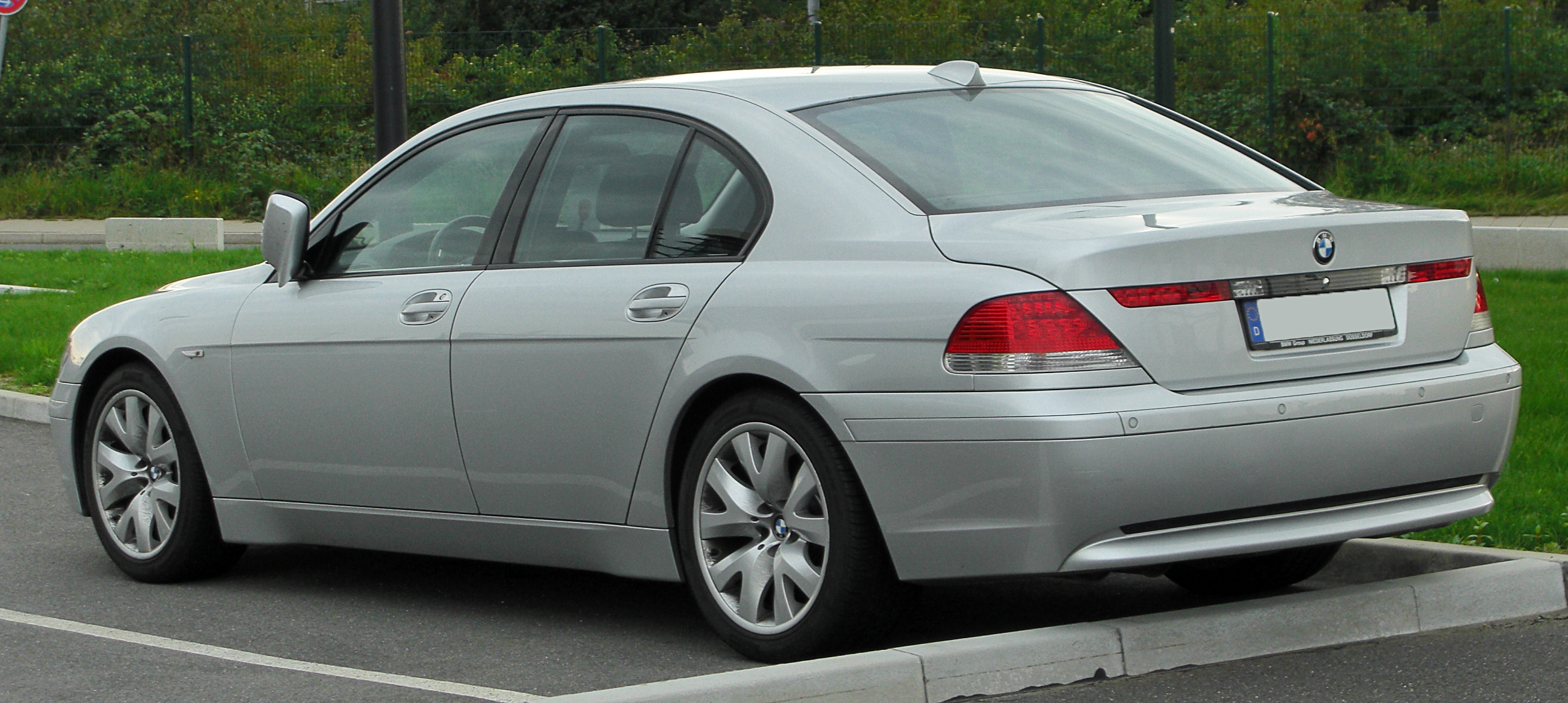
Heckansicht
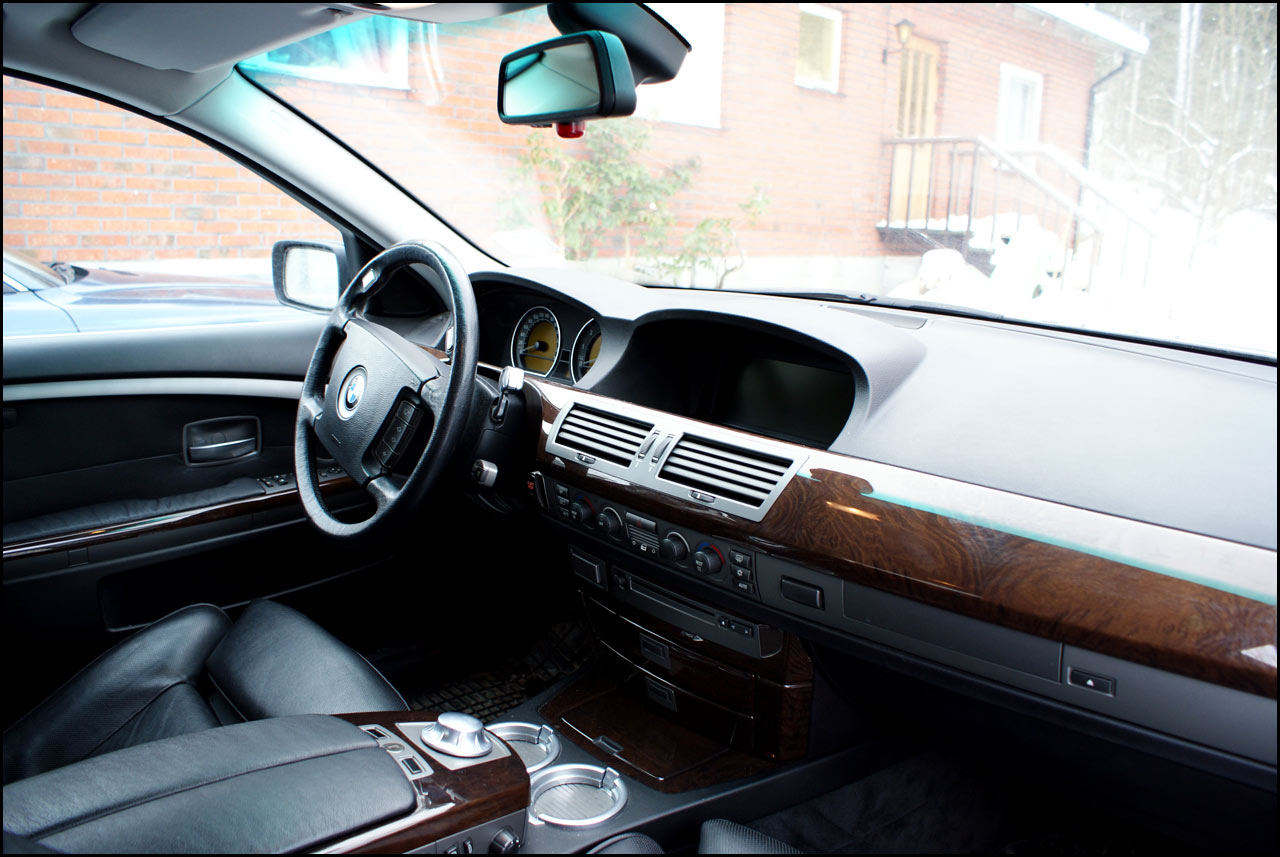
Innenraum
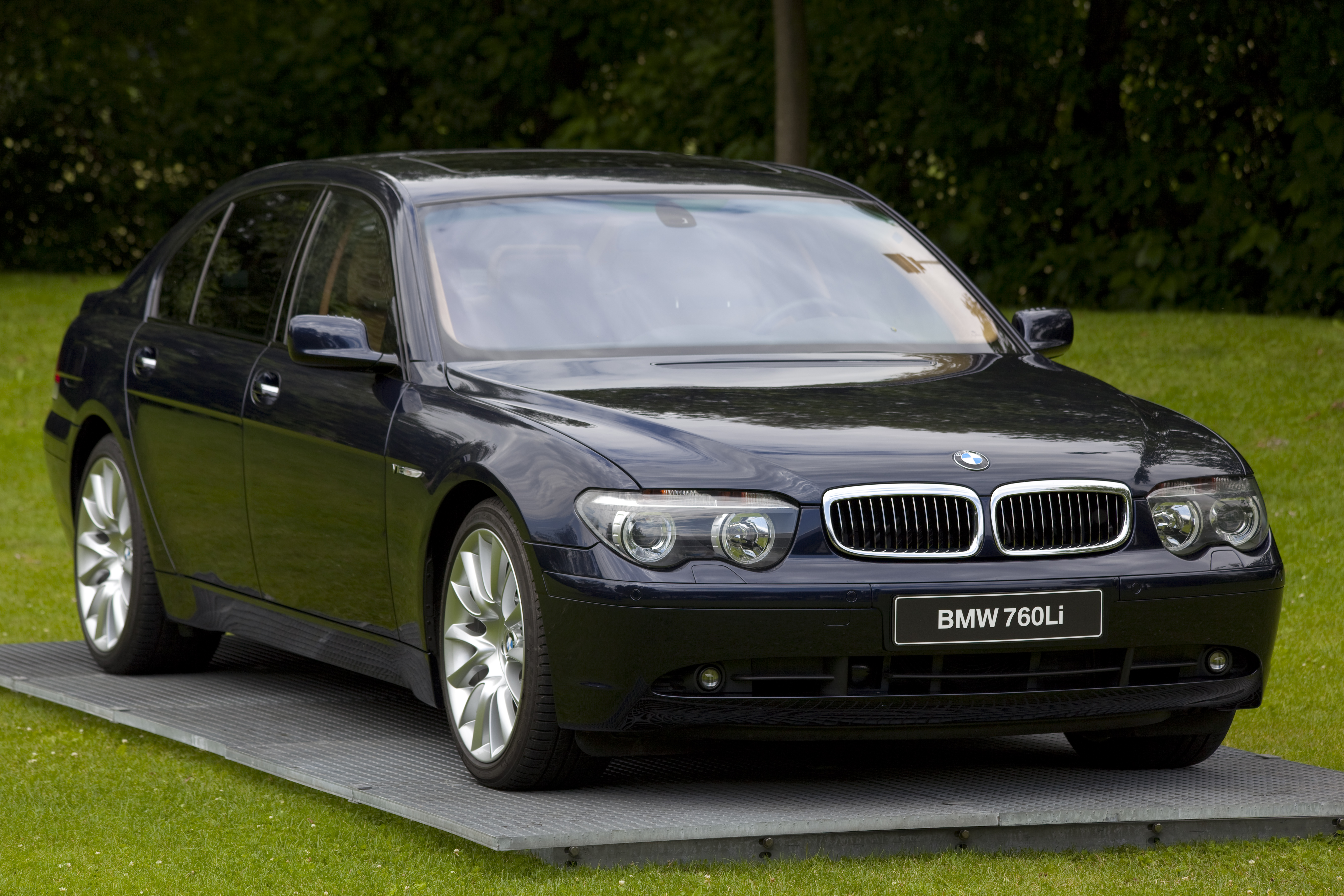
BMW 760Li (2003–2005)

### Design
Das Design brach mit der konservativen Linie des Vorgängers E38 und wurde kontrovers diskutiert. Besonders die Frontpartie und der markante Heckdeckel standen stellvertretend für die neue Designlinie unter dem damaligen Designchef Chris Bangle. Eins der wenigen Designelemente, das Bangle neben den Doppelscheinwerfern beließ, war der Hofmeister-Knick.
Die Frontscheinwerfer der US-Version unterscheiden sich zu der europäischen Version durch die sogenannten „amber corners“, die gelbe Verglasung der Blinkerelemente, die in den USA gesetzlich vorgeschrieben sind.

### Topmodell 760i/Li
Das Topmodell 760i/Li unterschied sich nicht nur in der Motorisierung von den restlichen Modellen, sondern auch in zahlreichen Ausstattungsmerkmalen. Abgesehen vom N73-Motor hatte dieses Modell auch eine größere Bremsanlage mit 374X36 Scheibenbremse vorne und 370X24 auf der Hinterachse. Aufgrund dieser Bremsengröße sind 18-Zoll-Felgen hier auch die kleinstmögliche Option, wenn nicht anders gewünscht kam der 760 mit Styling 91 Felgen von Werk.
Auch im Exterieur bekam das Modell exklusive Details, um die Sonderstellung des V12 zu markieren. So sind Spiegelhalterung, Spiegelfuß und B-Säule in schwarz hochglanzlackiert, die Frontziergitter der Kühlernieren sind mit verchromten Längsstreben (nur bei Fahrzeugen vor Facelift) versehen. Zusätzlich zum 760 Schriftzug auf der Heckklappe sind V12 Schriftzüge auf den Seitenwänden vorne anzufinden. Falls der Kunde auf Understatement Wert legte, konnten jedoch auch alle Schriftzüge auf der Außenhaut entfallen. In den Stoßfängern vorne hinten sind zusätzliche Chromelemente eingearbeitet, diese entfielen jedoch bei der Sonderausstattung Shadowline.
Im Interieur wird man beim Einstieg von einem beleuchteten V12 Schriftzug begrüßt. Des Weiteren hebt sich der 760 durch noch aufwendigere Verarbeitung und edle Materialien ab. Vollleder stand hier im Vordergrund, Armaturenbrett und alle Türtafeln wurden aufwendig mit Leder bezogen, Türtaschen mit Nähten eingefasst, ebenso die Mittelkonsole in Vollleder mit Ziernaht. Die Handinnengriffe wurden mit Nussbaum-Wurzelholz-Einlage versehen anstatt der Standard-Ausführung in Kunststoff. Das Wurzelholz-Interieur ist von Intarsien geziert, die exklusiv nur beim 760 zu finden sind und auch nicht bei anderen Motorisierungen als Option zur Verfügung standen.
Auch in der Serienausstattung kam der 760 mit zahlreichen Ausstattungen daher, die bei allen anderen Modellen aufpreispflichtig waren. So wurde jeder 760Li serienmäßig mit voll elektrisch verstellbaren Komfortsitzen im Fond ausgeliefert. Aber auch Ausstattungen wie Navi Professional, Logic7 Soundsystem, Komfortsitzen, EDC Fahrwerk und Adaptive Drive gehörten zur Serienausstattung des 760. Der 760 konnte nicht mit Sportpaket bestellt werden.

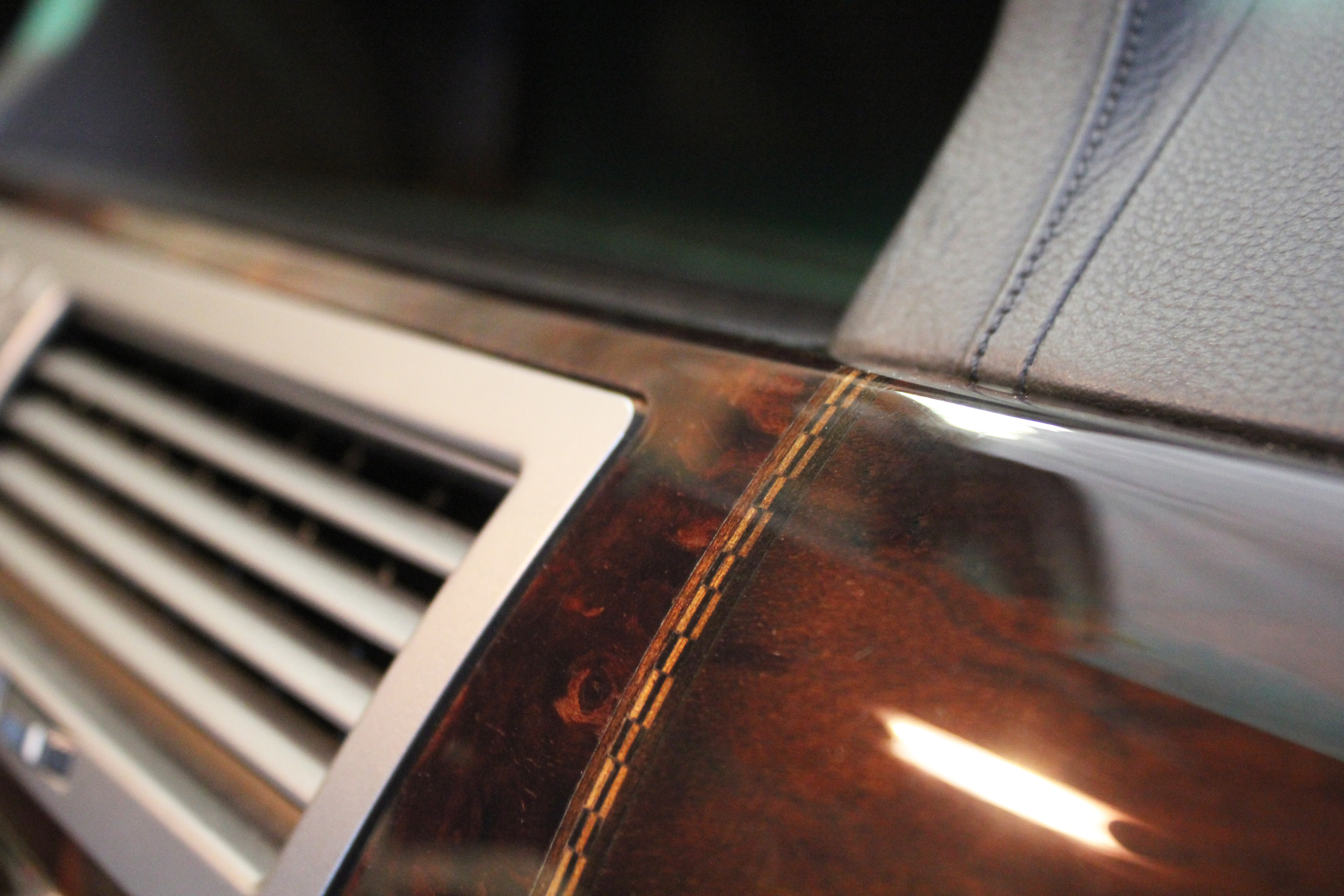
BMW 760Li Wurzelholz mit Intarsie an Leder Armaturenbrett
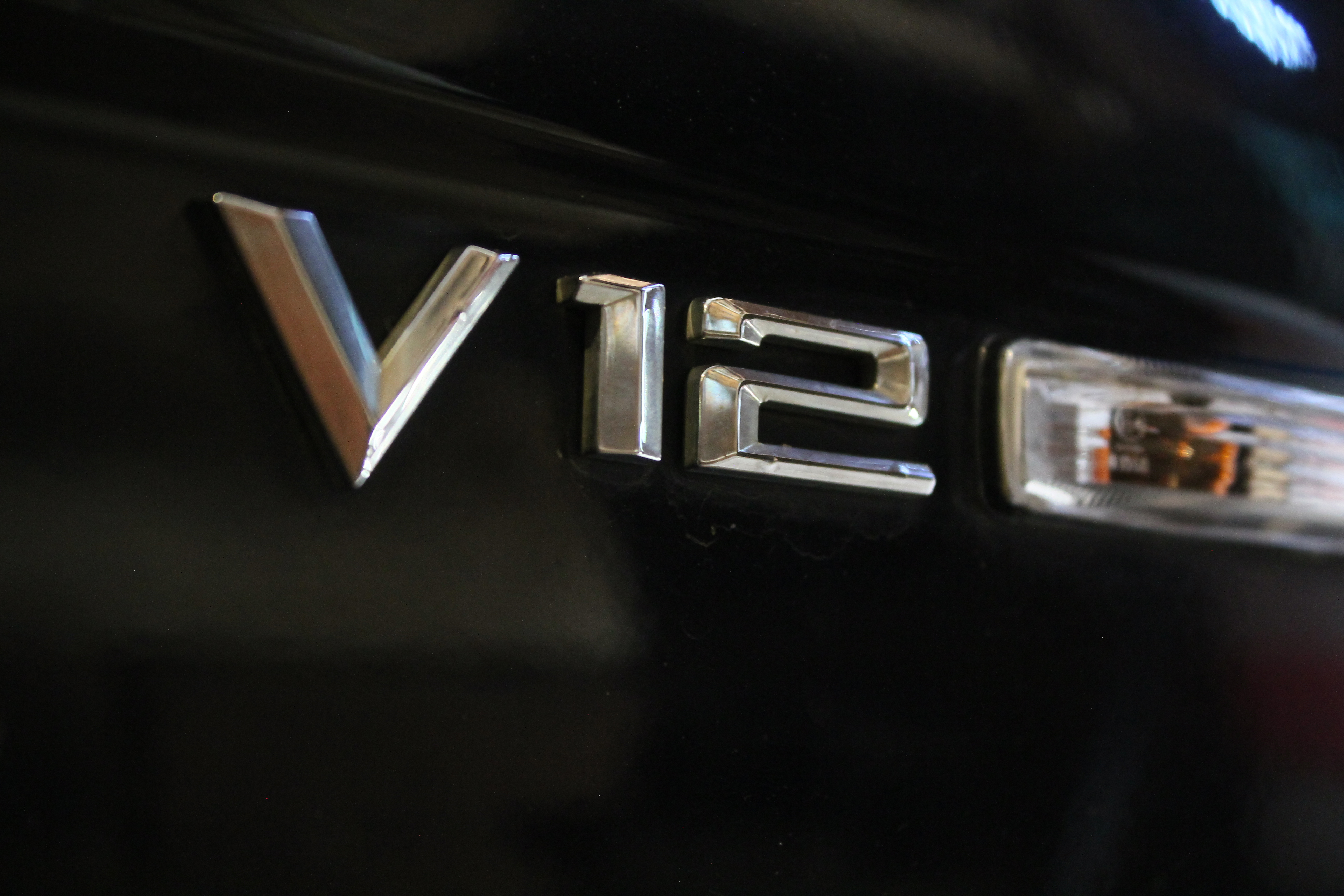
BMW 760Li V12 Schriftzug auf Seitenwand
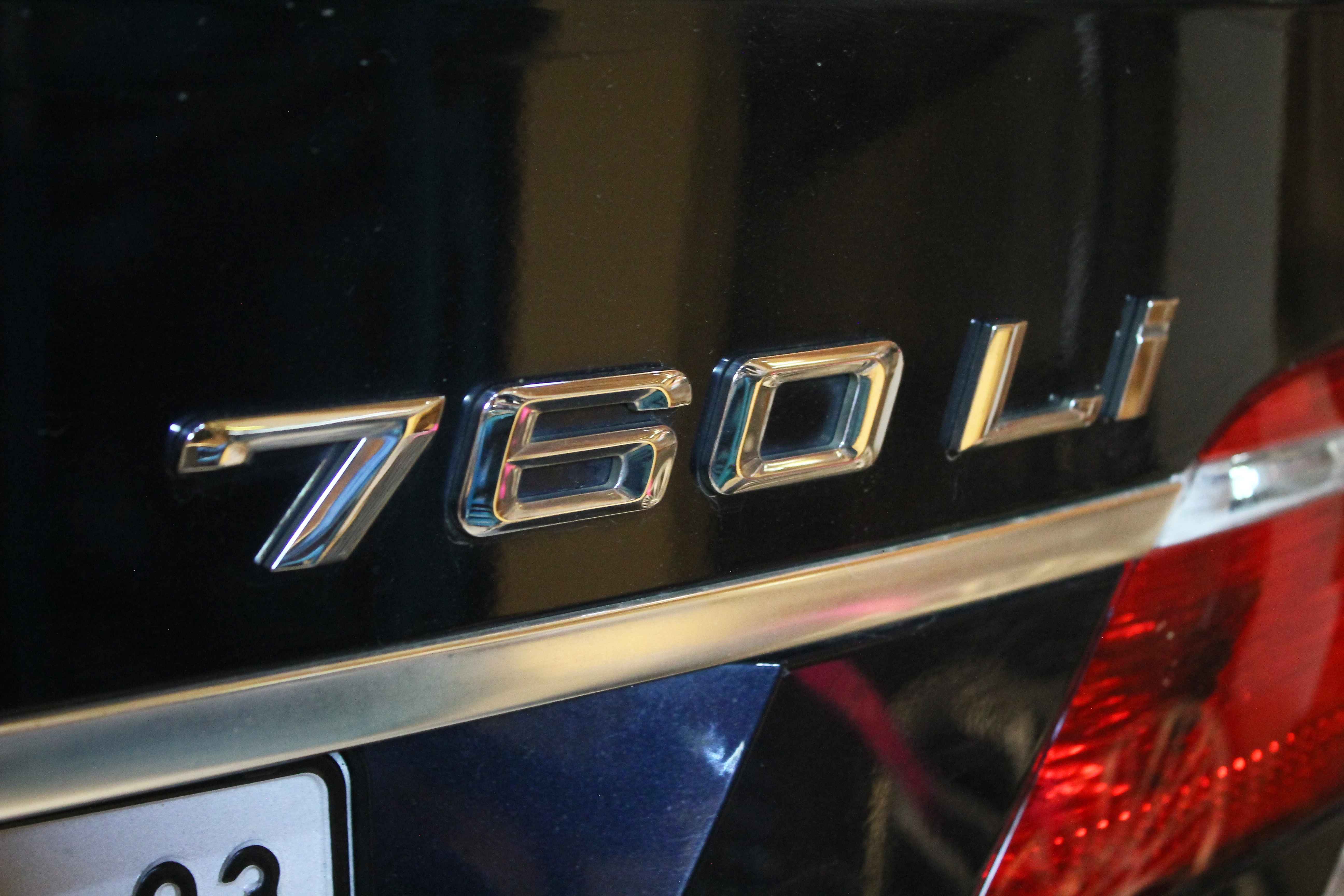
760LI Schriftzug auf Heckklappe

### Modellpflege
Ab Modelljahr 2003 war das adaptive Kurvenlicht als Zusatzausstattung erhältlich.
Eine große Modellpflege erfolgte im April 2005. Sie wurde formal erstmals öffentlich auf dem Genfer Auto-Salon 2005 gezeigt.
Zwar fand der 7er auch schon vorher im Ausland guten Anklang (zum Beispiel in den USA, Russland, Asien und im arabischen Raum), jedoch war den meisten Europäern das Design zu extrovertiert. Das zwiespältige Design erforderte demnach tiefgreifende Veränderungen. Bei der planmäßig anstehenden Produktauffrischung (im BMW-Fachjargon „LCI“ (Lifecycle Impuls) genannt) inmitten des Lebenszyklus der Modellreihe bekam der Wagen ein deutlich anderes Erscheinungsbild.
Die Front wurde insgesamt runder. Man vergrößerte die Nieren und verbreiterte den Chromrahmen. Die Scheinwerfer wurden serienmäßig auf Bi-Xenon umgestellt, stehen flacher, bekamen eine fließendere Form und die sogenannten „Tränensäcke“ verschwanden, um ein freundlicheres Bild der Front zu vermitteln. Die Motorhaube geht seit der Überarbeitung fließend in Scheinwerfer und Nieren über.
Am Heck kaschierte man das oftmals kritisierte Kofferraumplateau, indem man den Kofferraumdeckel mittels verbreiteter Heckleuchten sowie einer horizontalen Chromleiste ins restliche Heck integrierte. Die Heckleuchten bekamen ein neues Design mit LED-Technik. Auch die Heckschürze wurde modifiziert. Das überarbeitete Heck wirkt nun merklich breiter. Zusätzlich bekam nun jedes 7er-Modell Chromapplikationen an den Stoßleisten, was vorher nur den Langversionen vorbehalten war (entfällt bei der Sonderausstattung „Shadow-Line“).
Innen wurde das innovative, aber aufgrund seiner Kompliziertheit stark in der Kritik stehende iDrive-Bedienkonzept überarbeitet und vereinfacht. Des Weiteren wurden neue Farben („Barberarot Metallic“, „Michiganblau Metallic“, „Monacoblau Metallic“, „Tiefgrün Metallic“) und Leichtmetallräder (17 bis 21 Zoll) angeboten. Alle Motorvarianten mit Ausnahme des 760i wurden überarbeitet.
Eine Verschlechterung für Kunden und eine Verbesserung für Werkstätten brachte die Modellpflege ebenfalls mit sich: Ist eine Lampe des Standlichtes auszutauschen, müssen der vordere Stoßfänger und danach die Scheinwerfer demontiert werden.
Im September 2005 wurde die erste 7er-Langversion mit Dieselmotor als 730Ld vorgestellt.
Im Herbst 2005 wurde in Deutschland gleichzeitig mit dem ersten verfügbaren PKW-Fernlichtassistenten der Nachtsichtassistent BMW Night Vision eingeführt.
Die Ablösung des Modells durch den intern bezeichneten F01 erfolgte am 15. November 2008.

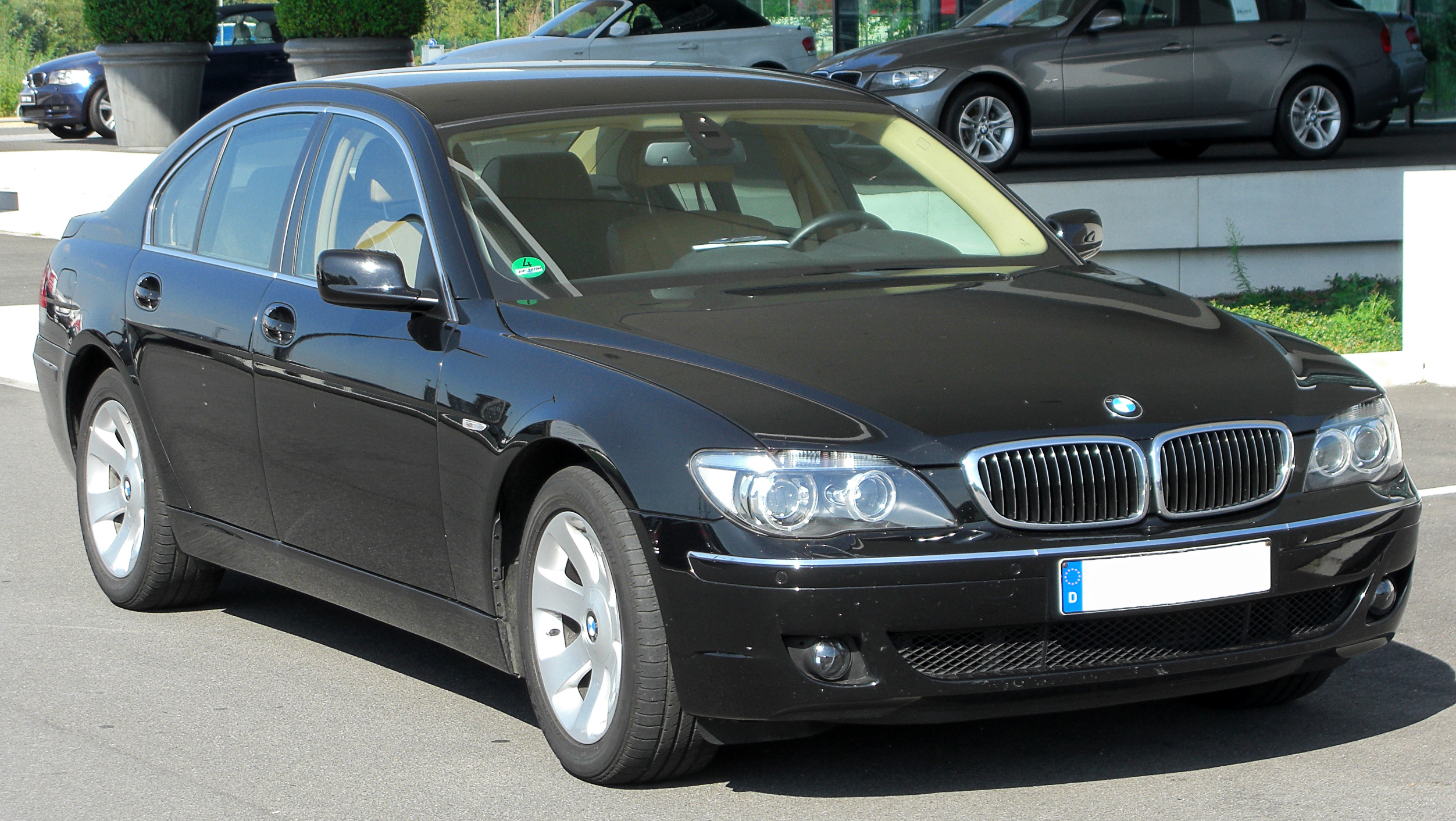
BMW 730d (2005–2008)
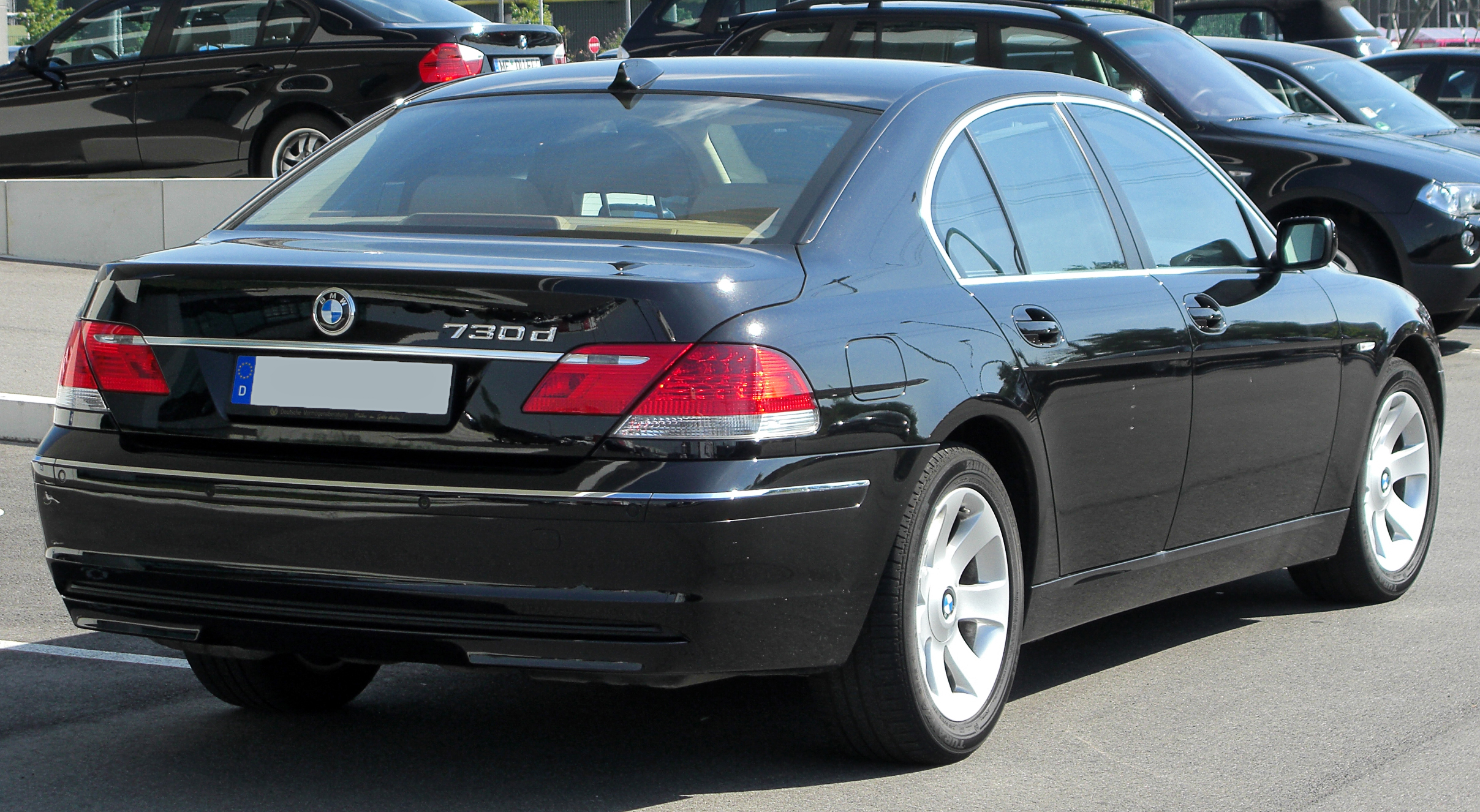
Heckansicht
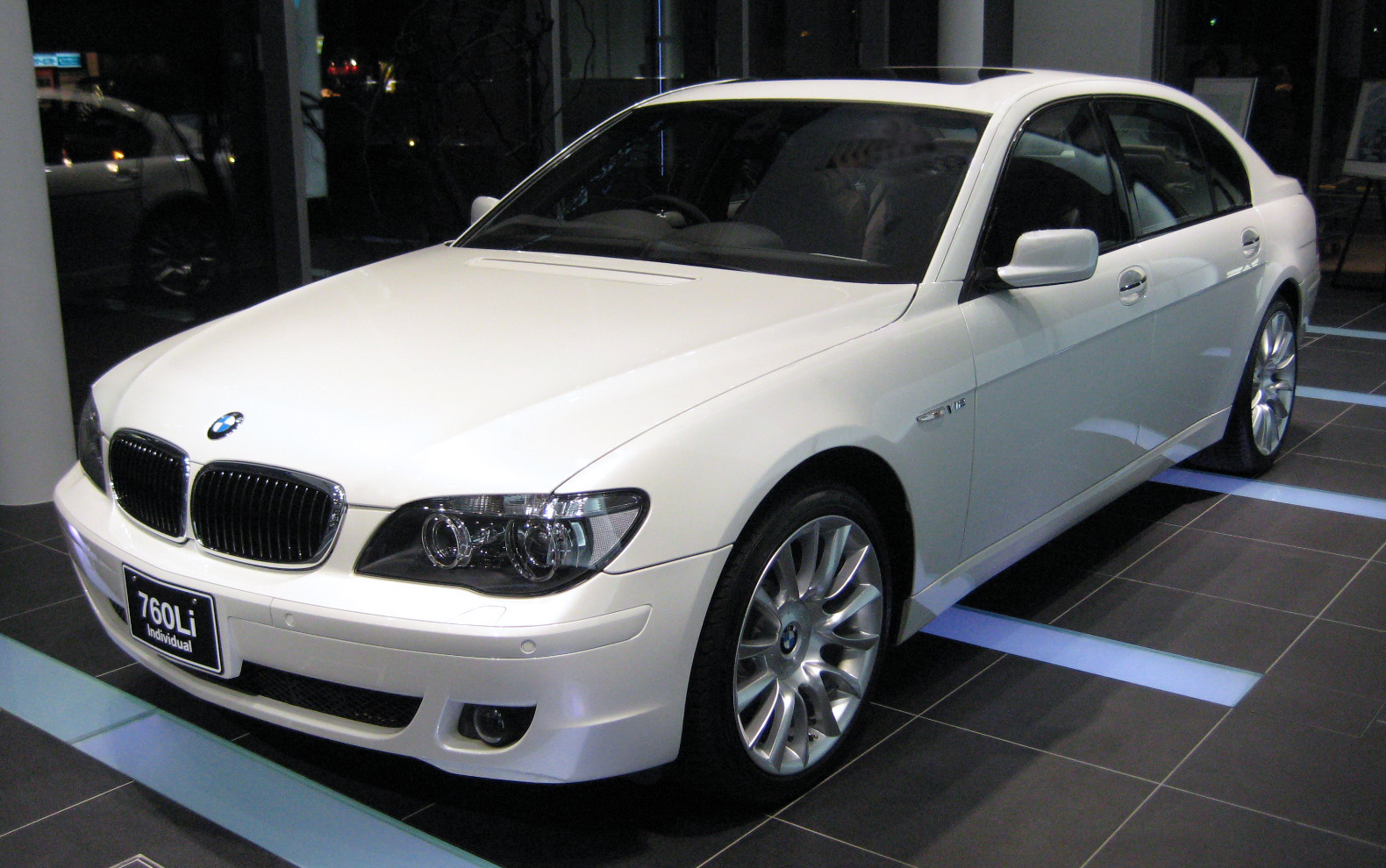
BMW 760Li (2005–2008)

## Antrieb
Zum Verkaufsstart im November 2001 waren nur die Modelle 735i und 745i verfügbar. Wenige Monate später wurde die Palette durch die Dieselvarianten 730d und 740d ergänzt.
Im Frühjahr 2003 wurde die Motorenpalette mit den Modellen 730i und 760i nach oben und unten abgerundet, beide erschienen gleichzeitig auch als Langversion. Das Zwölfzylindermodell verfügt über Vierventiltechnik sowie eine Benzindirekteinspritzung, die erstmals mit der vollvariablen Ventilsteuerung Valvetronic kombiniert wurde. Die Dieselmodelle 730d und 740d besitzen Common-Rail-Einspritzung der zweiten Generation.
Zum September 2006 erhöhte BMW die maximale Leistung des 745d auf 242 kW (329 PS) sowie das maximale Drehmoment auf 750 Nm (vorher 700 Nm). Käufer, die den 4,4-Liter-Dieselmotor noch mit 220 kW (299 PS) maximaler Leistung erworben hatten, können per Softwareupdate die maximale Leistung auf 242 kW (329 PS) erhöhen lassen. Gleichzeitig wurde die erste 7er-Langversion mit Dieselmotor als 730Ld vorgestellt. Die Dieselmodelle 730d und 745d verfügen über Common-Rail-Technik der dritten Generation. Der 745d besitzt eine Biturbo-Aufladung, im 730d wird nur ein Turbolader eingesetzt.
Der E65 war der weltweit erste Wagen mit einem serienmäßigen Sechsstufen-Automatikgetriebe, das über einen Wählhebel am Lenkrad bedient wird.

## Technische Daten

### Motorvarianten (11.2001 bis 04.2005)
|                                                     | 730i/730Li                 | 735i/735Li                 | 745i/745Li                 | 760i/760Li                 | 730d                       | 740d                       |
| --------------------------------------------------- | -------------------------- | -------------------------- | -------------------------- | -------------------------- | -------------------------- | -------------------------- |
| Motortyp                                            | M54B30                     | N62B36                     | N62B44                     | N73B60                     | M57D30TÜ                   | M67D40TÜ                   |
| Motoreinbaulage                                     | vorn längs                 | vorn längs                 | vorn längs                 | vorn längs                 | vorn längs                 | vorn längs                 |
| Motorart                                            | Ottomotor                  | Ottomotor                  | Ottomotor                  | Ottomotor                  | Dieselmotor                | Dieselmotor                |
| Motorbauart                                         | R6                         | V8                         | V8                         | V12                        | R6                         | V8                         |
| Hubraum                                             | 2979 cm³                   | 3600 cm³                   | 4398 cm³                   | 5972 cm³                   | 2993 cm³                   | 3901 cm³                   |
| Ventilanzahl                                        | 24                         | 32                         | 32                         | 48                         | 24                         | 32                         |
| Verdichtung                                         | 10,2 : 1                   | 10,5 : 1                   | 10,5 : 1                   | 11,3 : 1                   | 18,0 : 1                   | 18,0 : 1                   |
| max. Leistung bei 1/min                             | 170 kW (231 PS)/5900       | 200 kW (272 PS)/6200       | 245 kW (333 PS)/6100       | 327 kW (445 PS)/6000       | 160 kW (218 PS)/4000       | 190 kW (258 PS)/4000       |
| max. Drehmoment bei 1/min                           | 300 Nm/3500                | 360 Nm/3700                | 450 Nm/3600                | 600 Nm/3950                | 500 Nm/2000–2750           | 600 Nm/1900–2500           |
| Getriebe                                            | 6-Stufen-Automatikgetriebe | 6-Stufen-Automatikgetriebe | 6-Stufen-Automatikgetriebe | 6-Stufen-Automatikgetriebe | 6-Stufen-Automatikgetriebe | 6-Stufen-Automatikgetriebe |
| Höchstgeschwindigkeit                               | 237 km/h                   | 250 km/h (1)               | 250 km/h (1)               | 250 km/h (1)               | 235 km/h                   | 250 km/h (1)               |
| Beschleunigung, 0–100 km/h                          | 8,1 s; (8,3 s)             | 7,5 s; (7,5 s)             | 6,3 s; (6,3 s)             | 5,5 s; (5,6 s)             | 8,0 s                      | 7,4 s                      |
| Antriebsart                                         | Hinterradantrieb           | Hinterradantrieb           | Hinterradantrieb           | Hinterradantrieb           | Hinterradantrieb           | Hinterradantrieb           |
| Leergewicht (2)                                     | 1805 kg (1820 kg)          | 1840 kg (1900 kg)          | 1870 kg (1950 kg)          | 2150 kg (2165 kg)          | 1975 kg                    | 2090 kg                    |
| Kraftstoffverbrauch nach EWG-Richtlinie, kombiniert | 10,7 l (10,8 l/100 km)     | 10,7 l (10,9 l/100 km)     | 10,9 l (11,2 l/100 km)     | 13,0 l (13,7 l/100 km)     | 8,6 l/100 km               | 9,8 l/100 km               |

- Werte in ( ) Klammer gelten für die Langversion.

### Motorvarianten (04.2005 bis 09.2008)
|                                                     | 730i/730Li                 | 740i/740Li                 | 750i/750Li                 | 760i/760Li                 | 730d/730Ld                 | 745d                       |
| --------------------------------------------------- | -------------------------- | -------------------------- | -------------------------- | -------------------------- | -------------------------- | -------------------------- |
| Motortyp                                            | N52B30                     | N62B40                     | N62B48                     | N73B60                     | M57D30TÜ2                  | M67D44                     |
| Motoreinbaulage                                     | vorn längs                 | vorn längs                 | vorn längs                 | vorn längs                 | vorn längs                 | vorn längs                 |
| Motorart                                            | Ottomotor                  | Ottomotor                  | Ottomotor                  | Ottomotor                  | Dieselmotor                | Dieselmotor                |
| Motorbauart                                         | R6                         | V8                         | V8                         | V12                        | R6                         | V8                         |
| Hubraum                                             | 2996 cm³                   | 4000 cm³                   | 4799 cm³                   | 5972 cm³                   | 2993 cm³                   | 4423 cm³                   |
| Ventilanzahl                                        | 24                         | 32                         | 32                         | 48                         | 24                         | 32                         |
| Verdichtung                                         | 10,7 : 1                   | 10,5 : 1                   | 10,5 : 1                   | 11,3 : 1                   | 17,0 : 1                   | 17,0 : 1                   |
| max. Leistung bei 1/min                             | 190 kW (258 PS) bei 6600   | 225 kW (306 PS) bei 6300   | 270 kW (367 PS) bei 6300   | 327 kW (445 PS) bei 6000   | 170 kW (231 PS) bei 4000   | 242 kW (329 PS) bei 3800   |
| max. Drehmoment bei 1/min                           | 300 Nm bei 2500–4000       | 390 Nm bei 3500            | 490 Nm bei 3400            | 600 Nm bei 3950            | 520 Nm bei 2000–2750       | 750 Nm bei 1900–2500       |
| Getriebe                                            | 6-Stufen-Automatikgetriebe | 6-Stufen-Automatikgetriebe | 6-Stufen-Automatikgetriebe | 6-Stufen-Automatikgetriebe | 6-Stufen-Automatikgetriebe | 6-Stufen-Automatikgetriebe |
| Höchstgeschwindigkeit                               | 244 km/h                   | 250 km/h (1)               | 250 km/h (1)               | 250 km/h (1)               | 238 km/h                   | 250 km/h (1)               |
| Beschleunigung, 0–100 km/h                          | 7,8 s, (7,9 s)             | 6,8 s, (6,9 s)             | 5,9 s                      | 5,5 s                      | 7,8 s                      | 6,6 s                      |
| Antriebsart                                         | Hinterradantrieb           | Hinterradantrieb           | Hinterradantrieb           | Hinterradantrieb           | Hinterradantrieb           | Hinterradantrieb           |
| Leergewicht (2)                                     | 1880 kg (1910 kg)          | 1970 kg (2010 kg)          | 1985 kg (2025 kg)          | 2180 kg (2255 kg)          | 1975 kg (2015 kg)          | 2115 kg                    |
| Kraftstoffverbrauch nach EWG-Richtlinie, kombiniert | 10,1 l/100 km              | 11,2 l/100 km              | 11,4 l/100 km              | 13,6 l/100 km              | 8,2 l/100 km               | 9,5 l/100 km               |

- Werte in ( ) Klammer gelten für die Langversion.

### Alpina B7
| Modell    | Hubraum  | Motorart  | Motorbauart | max. Leistung                | max. Drehmoment     | Beschleunigung, 0–100 km/h | Höchstgeschwindigkeit | Kraftstoffverbrauch   | Leergewicht |
| --------- | -------- | --------- | ----------- | ---------------------------- | ------------------- | -------------------------- | --------------------- | --------------------- | ----------- |
| Alpina B7 | 4398 cm³ | Ottomotor | V8          | 368 kW (500 PS) bei 5500/min | 700 Nm bei 4250/min | 4,9 s                      | 300 km/h              | 12,8/100 km SuperPlus | 1960 kg     |